# Arenoxide
Arenoxide sind chemische Verbindungen, bei denen eine der „Doppelbindungen“ eines aromatischen Ringsystems in ein Epoxid umgewandelt wurde. Das einfachste Arenoxid ist Benzoloxid.

Benzol reagiert mit Cytochrom-P450-Enzymen (CYP) und Sauerstoff zu Benzoloxid

Diese Umwandlung geschieht unter der katalytischen Wirkung eines Enzyms im Körper, wenn fremde aromatische Substanzen, wie z. B. Benzol, in diesen gelangen. Dies geschieht, um eine wasserlösliche Verbindung zu schaffen, welche schließlich über die Niere ausgeschieden werden kann (Biotransformation). Das Enzym, welches aromatische Kohlenwasserstoffe in Arenoxide umwandelt und somit entgiftend wirkt, gehört zu den Cytochrom P450-Enzymen (auch CYP).
Ein Arenoxid kann sich entweder wie ein Epoxid verhalten und bei Angriff durch ein Nucleophil ein Additionsprodukt bilden, oder es lagert sich zu einem Phenol um.

## Reaktionen
Benzol (1) wird im Körper oxidiert (P-450), es entsteht das Oxiran 2. Benzoloxid (2) und Oxepin (3) liegen im chemischen Gleichgewicht etwa im Verhältnis 1:1 vor. Das Gleichgewicht zwischen 2 und 3 ist ein Valenztautomerie-Gleichgewicht.
- 2 bzw. 3 reagiert zu einem Hydrochinon (6) (Schritt C) und kann zu einem Chinon weiteroxidiert werden (Polyphenoloxidase: Reaktionsmechanismus siehe Chinone).

- Durch die Hydrolyse der Epoxid-Gruppe – durch eine Epoxid-Hydrolase (B) (siehe Benzo[a]pyren) – entsteht Brenzcatechin, das zu Benzochinon (5) weiteroxidiert werden kann.

- Dieses lagert sich zu Phenol (4) um: Arenoxidumlagerung (A)[3]

## Mechanismus der Arenoxidumlagerung
Der dreigliedrige Ring des Benzoloxides (1) nimmt ein Proton eines Protonendonators auf. Je stabiler das gebildete Carbokation (2), desto leichter öffnet sich der Ring. Durch eine 1,2-Hydridverschiebung bildet sich ein Enon (3). Die Abgabe eines Protons in die Lösung führt unter Rearomatisierung zur Bildung des Phenols (4).